# Pierre-Stanislas Bédard
Pour les articles homonymes, voir Bédard.
Pierre-Stanislas Bédard, dit parfois Pierre Bédard (né à Charlesbourg le 13 septembre 1762 et mort à Trois-Rivières le 26 avril 1829), est un avocat, homme politique, journaliste et juge québécois. Député à la Chambre d'assemblée du Bas-Canada de 1791 à 1812, il s'affirme au tout début du XIXe siècle comme le chef du Parti canadien naissant. Fondateur du journal Le Canadien, il joue un rôle majeur dans les débuts du mouvement réformiste bas-canadien, précurseur du mouvement patriote et dans le développement de la presse écrite au Québec.

## Biographie

### Enfance et formation
Issu d'une famille originaire de l'Aunis, en France et installée en Nouvelle-France depuis le XVIIe siècle, Pierre-Stanislas Bédard est le fils de Pierre-Stanislas Bédard et de Marie-Josephte Thibault. Il naît le 13 septembre 1762, à Charlesbourg, une paroisse située au nord de la ville de Québec. Il est l'aîné d'une famille de treize enfants, dont neuf atteindront l'âge adulte. Les Bédard sont paysans, mais le clan jouit d'une grande influence auprès de sa communauté. Ce rayonnement s'accroît à la fin du XVIIIe siècle, lorsque se développe une petite bourgeoisie canadienne française, issue des professions libérales. Le père de Pierre-Stanislas, cultivateur puis boulanger, s'assure d'éduquer ses enfants et paie même la pension de ses fils au Séminaire de Québec avec des sacs de farine.

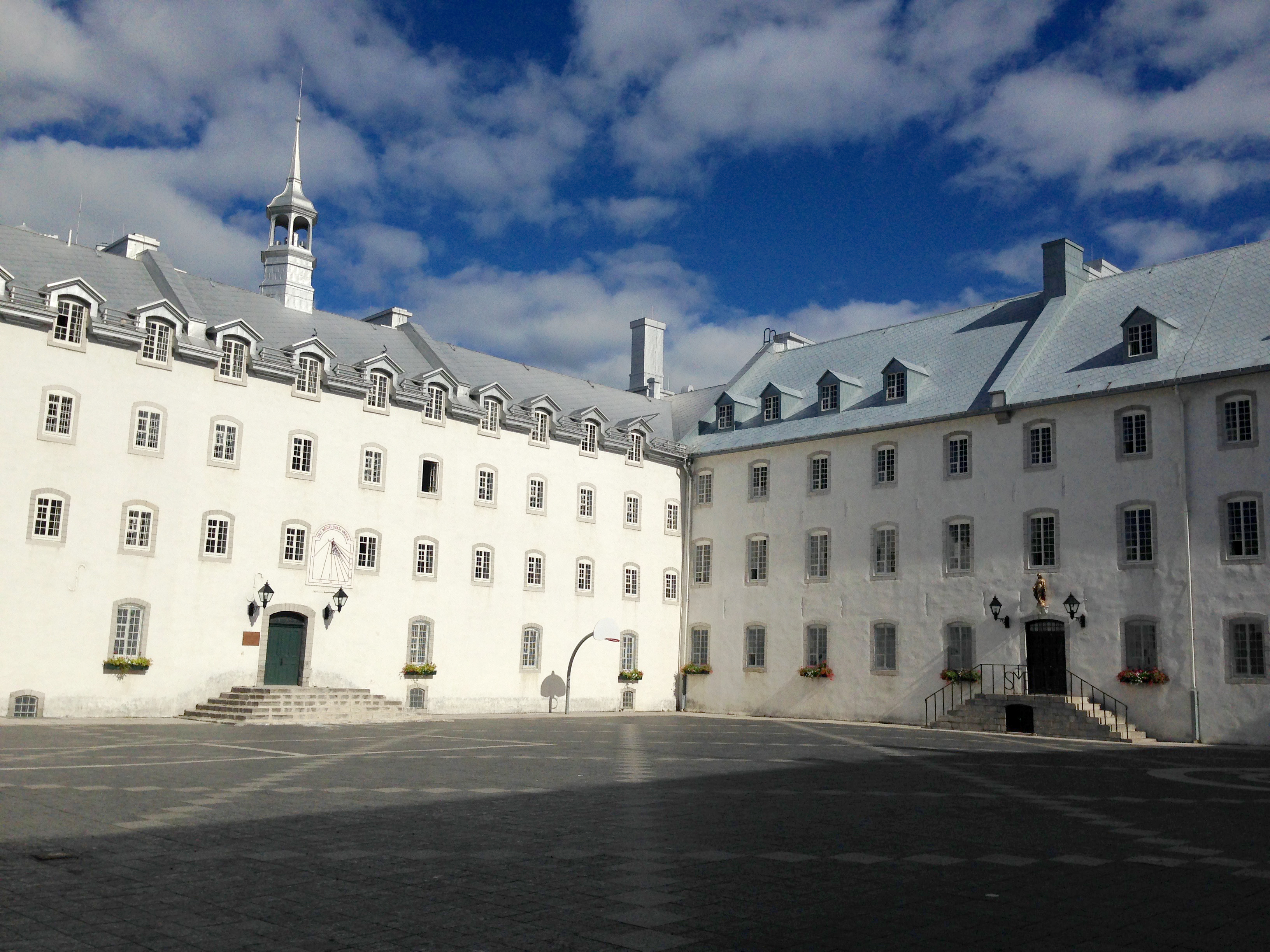
La cour du Séminaire de Québec.

Le jeune Pierre-Stanislas, intelligent et curieux, s'intéresse très tôt aux enjeux politiques. Il est notamment intrigué par les idées républicaines émanant de la Révolution américaine de 1775. Sensible aux nouvelles revendications démocratiques, il participe au mouvement réformiste dès les années 1780, parallèlement à ses études en droit. On retrouve notamment sa signature sur une pétition réclamant l'instauration d'un régime parlementaire dans la province de Québec. Au Séminaire de Québec, où il étudie entre 1777 et 1784, il fait la connaissance de Louis Bourdages, futur député et figure patriote aux côtés de qui il siègera plus tard. Bédard est reçu au Barreau le 6 novembre 1790 mais continue de cultiver un ardent intérêt pour la philosophie et les mathématiques,. L'historien Gilles Gallichan le décrit comme un « autodidacte curieux de sciences et de diverses branches du savoir » qui « aime aussi discuter, éprouver ses idées, apprendre au contact des autres ».

### Engagement politique

#### Leader du Parti canadien

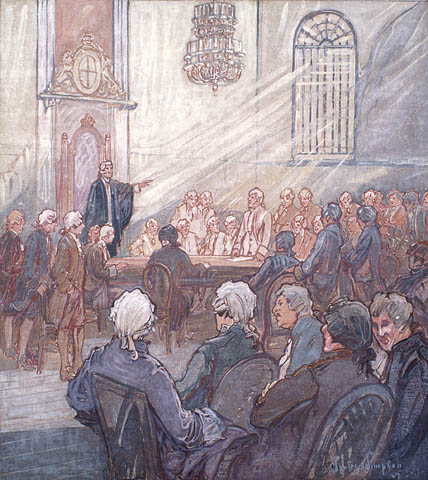
La Chambre d'assemblée du Bas-Canada en 1792 (huile sur toile de Charles Walter Simpson).

L'Acte constitutionnel de 1791, qui crée le Bas-Canada, met en place un régime parlementaire de type Westminster s'articulant autour de trois pouvoirs : la Couronne, représentée par le gouverneur de la colonie (et son Conseil exécutif) ; nommé par Londres et répondant au Bureau des colonies (Colonial Office), la Chambre d'assemblée, élue par le « peuple » (suffrage censitaire) ; et le Conseil législatif, nommé par le gouverneur et représentant l'aristocratie. Bien qu'elle soit élue, la Chambre d'assemblée (dont la majorité est francophone et catholique) voit son pouvoir et ses lois sévèrement limités par le gouverneur, par Londres et par le Conseil législatif.
Pierre Stanislas Bédard prend part à ses premières élections en 1792, lorsqu'il est élu député de Northumberland (Montmorency-Charlevoix) au sein de la Chambre d'assemblée du Bas-Canada, tout juste instaurée par l'Acte constitutionnel de 1791. Lors de son premier mandat, il participe aux débats concernant l'élection de Jean-Antoine Panet au poste d'orateur. En janvier 1793, on le retrouve au cœur des tumultueux débats concernant le statut des langues au Parlement. Bédard est un ardent défenseur du statut juridique de la langue française :

« Si le conquis doit parler la langue du conquérant, pourquoi les Anglais ne parlent-ils plus le normand? Ont-ils oublié que les Normands se rendirent maîtres de leur île et
y ont fait souche ? Aujourd'hui, leurs descendants ne parlent plus la langue des ancêtres, ce sont les Canadiens qui la parlent. Les Canadiens sont des conquis, mais des conquis qui sauront montrer aux autres nations le chemin de l'honneur. »

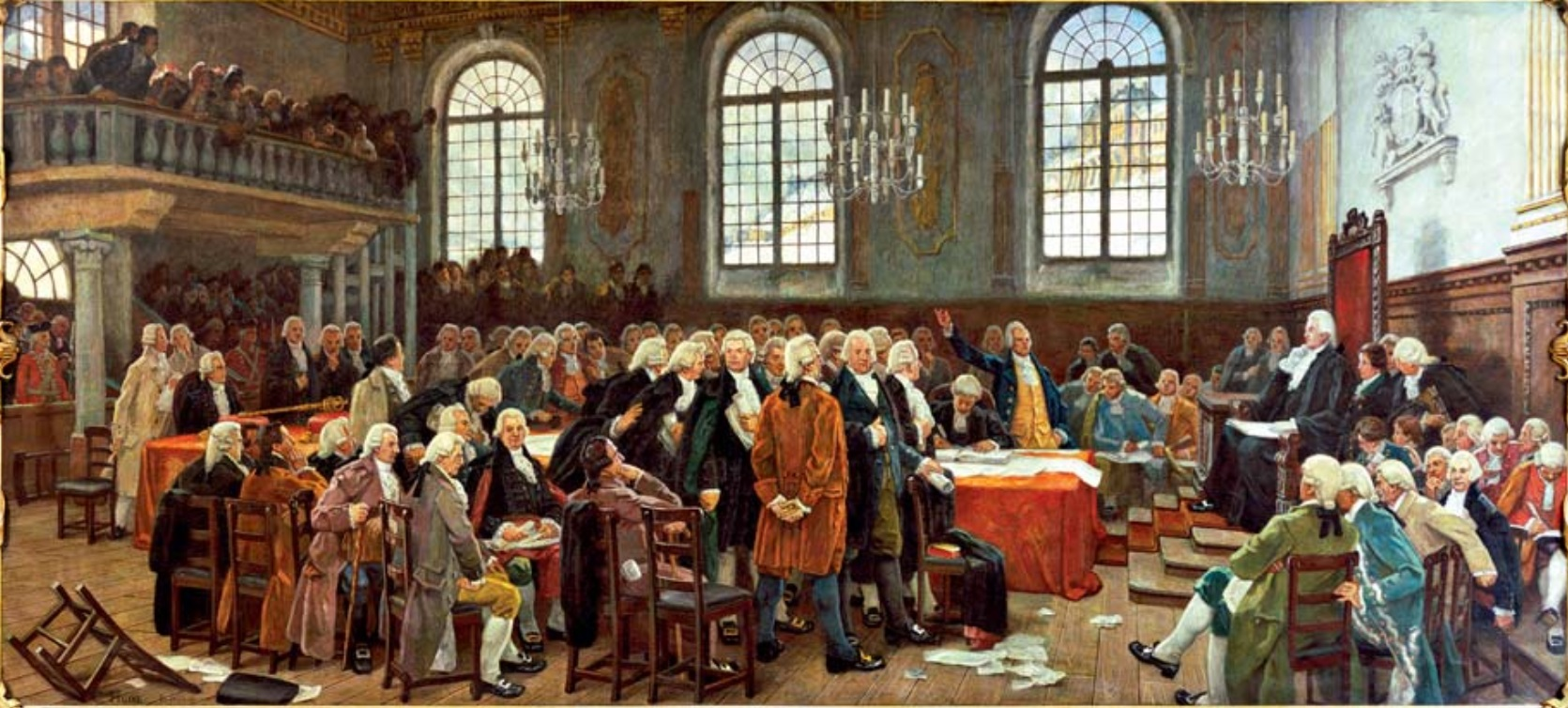
Débat sur les langues lors de la première Assemblée législative du Bas-Canada, le 21 janvier 1793 (tableau de Charles Huot, entre 1910 et 1913). Pierre Bédard est au premier plan, avec les mains derrière le dos.

Intellectuel avide de connaissances, il s'intéresse aux grands penseurs de l'époque moderne et suit de près les évènements politiques européens. Son engagement témoigne d'ailleurs d'une grande importance accordée à l'éducation. Il contribue à la création d'au moins deux bibliothèques : celle de la Chambre d'assemblée, en 1801 et celle du Barreau, en 1811. Il plaide également pour l'instruction publique et la mise en place d'institutions scolaires pour les « enfants du peuple ». De son propre aveu, Bédard n'est pas l'orateur le plus accompli de l'Assemblée. Il se distingue toutefois par de remarquables capacités d'analyse et de critique, qui font de lui un redoutable adversaire durant les débats.

Outre ses nombreuses aptitudes en Chambre, Bédard maîtrise exceptionnellement bien les principes constitutionnels britanniques. Animé d'une loyauté pour les Britanniques, il est toutefois outré par le bafouement des principes démocratiques au Bas-Canada et revendique l'accès aux mêmes droits politiques qu'en métropole. Admiratif à la fois des institutions britanniques et des mouvements réformistes, il s'inspire des révolutions française et américaine et exige que le gouvernement soit issu de la Chambre, démocratiquement élue, plutôt que de l'arbitraire du gouverneur colonial. Bédard apprécie d'ailleurs particulièrement les thèses du philosophe anglais John Locke, notamment celles qu'il défend dans son Traité du gouvernement civil. L'historien Gilles Laporte résume ainsi son projet politique : 

« Pour Bédard, l’objectif consiste d’abord à constituer en Chambre une majorité réformiste pouvant mener des campagnes de presse et une stratégie efficace lors des élections. Les revendications des députés canadiens doivent ensuite viser à accroître les pouvoirs des élus aux dépens de l’exécutif – le gouvernement –  qu’on juge coupé de la réalité canadienne. Dès 1809, Bédard conçoit même un plan avant-gardiste afin d’instaurer la responsabilité ministérielle dans les institutions canadiennes et consistant à confier les ministères aux membres du parti majoritaire à l’Assemblée. On attribue enfin à Bédard la fondation du tout premier parti politique visant non pas seulement à mener une opposition législative, mais aussi bel et bien à exercer le pouvoir exécutif. »

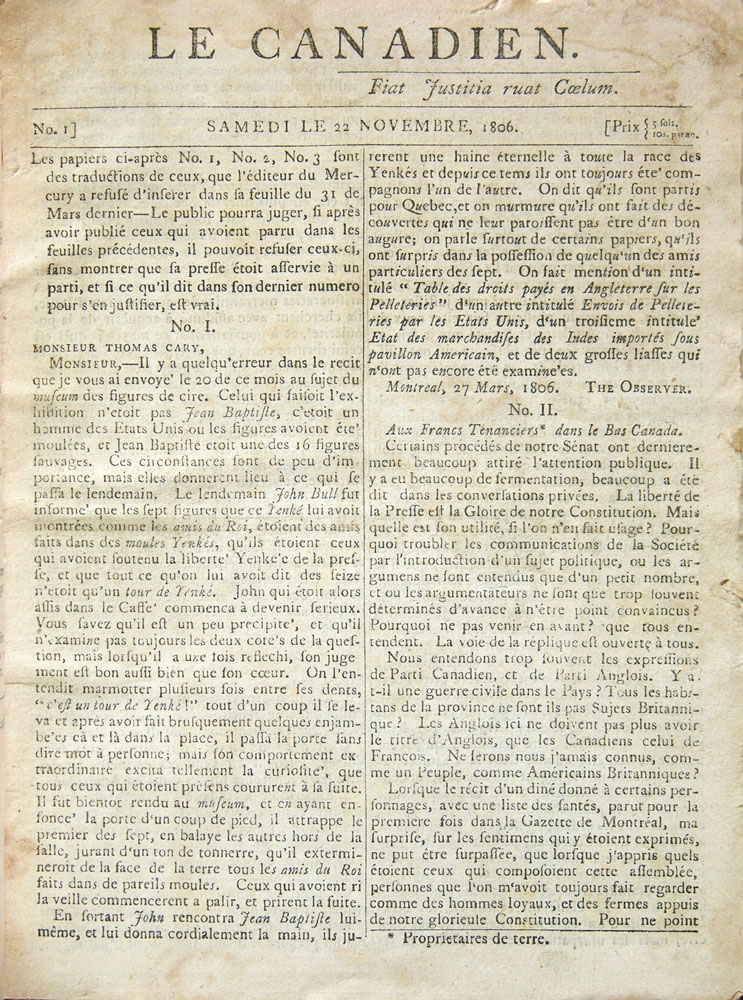
Une du numéro inaugural du Canadien, publié le samedi 22 novembre 1806.

Au début des années 1800, Bédard devient chef du Parti canadien et la figure de proue de la majorité parlementaire francophone. À l'époque, l'action du parti s'articule sur quelques thèmes et revendications bien précises : la séparation des pouvoirs judiciaire et législatif (notamment par l'exclusion des juges du Parlement), le contrôle par l'Assemblée des dépenses (subsides) et des salaires publics (liste civile) et le droit pour la majorité parlementaire d'accorder ou de refuser sa confiance aux membres du Conseil exécutif nommé par le gouverneur (responsabilité ministérielle). Le Parti canadien demande également à ce qu'on indemnise les députés de manière qu'ils n'aient pas à s'absenter durant la session parlementaire pour se vouer à d'autres activités. À l'époque, cette situation concerne surtout les députés canadiens, moins fortunés que leurs homologues britanniques, au point de parfois risquer de perdre leur majorité parlementaire.
En 1805, les marchands britanniques et les émigrés loyalistes se dotent d'un journal, le Quebec Mercury, voué à défendre les intérêts du pouvoir colonial et de l'élite britannique. Il prône également la domination des Britanniques sur l'économie ; l'anglicisation complète du Bas-Canada ; et la suppression des « privilèges » des Bas-Canadiens, notamment la pratique de leur langue et l'exercice de leur religion. C'est en réponse à cela qu'en novembre 1806, Bédard et quelques associés, notamment François Blanchet et Joseph Le Vasseur Borgia fondent Le Canadien, le journal du Parti canadien. D'abord un modeste cahier de quatre pages, il allait bientôt devenir l'un des plus importants journaux du XIXe siècle québécois et l'une des plateformes réformistes les plus en vue de l'époque. Outre le fait de diffuser les revendications réformistes du Parti canadien, le journal se voue à la défense de la culture canadienne : « notre langue, nos institutions et nos lois » deviendrait bientôt sa devise. Pour François-Xavier Garneau, Bédard aura été une figure marquante de l'histoire du journalisme : « L'impulsion qu'il a donnée aux idées constitutionnelles fut telle que son nom mérite, à ce titre, d'être placé à la tête de l'histoire de la presse en ce pays ».

#### La crise de 1810
Bien que Pierre Stanislas Bédard soit un habile parlementaire qui sait circonscrire ses revendications aux limites de la loi, une grave crise politique allait bientôt opposer son parti au gouvernement colonial. À partir de 1807, Bédard trouve un farouche adversaire en la personne du gouverneur James Henry Craig, qui n'a initialement pas d'aversion particulière à l'encontre des Canadiens mais change rapidement d'attitude puisqu'il est irrité par la résistance de la majorité parlementaire et les articles publiés par Le Canadien. Sous l'influence de Herman Ryland, secrétaire exécutif, Jonathan Sewell, juge en chef du Bas-Canada, et du révérend Jacob Mountain, évêque anglican de Québec et conseiller exécutif, il allait durcir le ton en balayant d'un revers de main les revendications politiques du Parti canadien. Craig est catégorique dans son refus d'accorder à la majorité parlementaire les droits et les pouvoirs politiques censés être garantis par la Constitution britannique.
Les élections de 1808 reconduisent la majorité parlementaire du Parti canadien. Le journal du parti y est particulièrement actif, anime les débats et se voue à l'éducation politique. La composition de la Chambre d'assemblée est loin de plaire à Craig, qui considère les représentants canadiens comme étant vulgaires et ignorants. L'administrateur colonial se lance alors dans une campagne de répression politique qui voit notamment les députés proches du Canadien relevés de leurs postes de capitaines de milices et la limitation de la circulation du journal. Le gouverneur envisage même l'abrogation de la Constitution de 1791, l'union législative des deux Canada (le Haut et le Bas) et l'élévation du cens électoral afin d'enrayer la majorité canadienne à la Chambre d'assemblée.
Londres ne semble toutefois pas sur la même longueur d'onde. En 1809, elle donne raison au Parti canadien en ce qui concerne l'exclusion des juges de la Chambre d'assemblée. Furieux, Craig fait tout pour retarder l'application de cette nouvelle loi et dissout l'Assemblée à plusieurs reprises. Mais rien n'y fait puisque le Parti canadien de Pierre-Stanislas Bédard est systématiquement réélu avec une majorité. Le Canadien a même le vent dans les voiles, circulant aux quatre coins de la colonie malgré la censure des autorités britanniques.

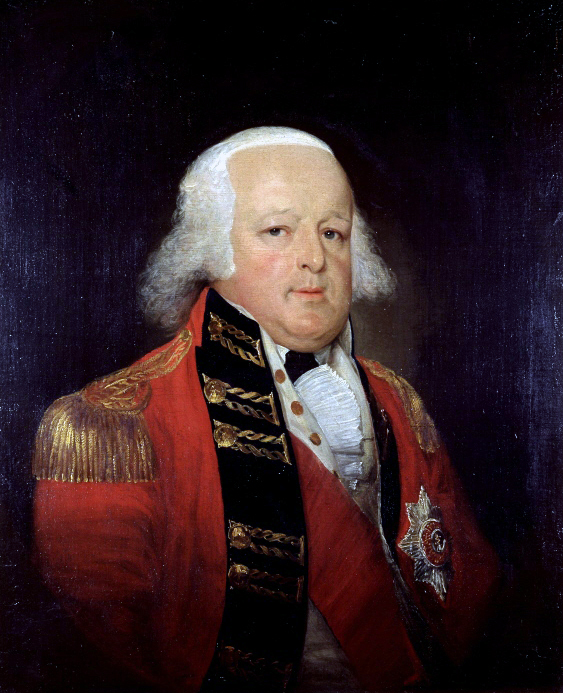
James Henry Craig, gouverneur en chef de l'Amérique du Nord britannique entre 1807 et 1811 et farouche opposant du Parti canadien.

Le 17 mars 1810, alors que la confrontation entre d'une part, le Parti canadien et d'autre part, le Parti bureaucrate et les autorités britanniques atteint son point culminant, le gouverneur Craig fait arrêter Charles Lefrançois, l'imprimeur du Canadien, et ordonne la saisie de la presse de l'imprimerie. Deux jours plus tard, les propriétaires du journal, Bédard, François Blanchet et Jean-Thomas Taschereau, accusés de « pratiques traîtresses », sont à leur tour jetés en prison. Alors que Blanchet et Taschereau sont rapidement libérés, Bédard, qui réclame la tenue d'un procès, demeure emprisonné. Les autorités britanniques tentent même de le faire fléchir par l'intimidation et l'intervention de son frère, sans succès : le chef du Parti canadien ne bronche pas,. Il s'arme de patience en se plongeant dans une « intense activité intellectuelle », notamment à travers l'algèbre et les livres que son camarade, l'imprimeur John Neilson, lui apporte lors de visites. Fait étonnant, alors qu'il est encore incarcéré, Bédard est nommé puis réélu aux élections législatives du 27 mars 1810, dans le comté de Surrey. Craig tente de le faire rayer de la liste des députés, mais la Chambre d'assemblée décide qu'il peut siéger. L'historienne Evelyn Kolish rappelle le contexte politico-légal dans lequel s'inscrit l'emprisonnement arbitraire de Bédard :

« ...il semble clair que la crise politique qui arrive à son paroxysme avec l’emprisonnement des éditeurs du Canadien est un conflit où le pouvoir l’emporte sur la légalité. Dans une conjoncture de guerre, les craintes de la minorité britannique et de la mentalité de garnison se sont reflétées dans le conservatisme d’une magistrature de prédominance anglaise et nommée au bon plaisir. Les juges étaient non seulement tout dévoués à l’exécutif mais en faisaient partie intégrante et ne possédaient donc pas l’indépendance nécessaire pour jouer le rôle de limitation du pouvoir de l’exécutif que l’ habeas corpus présuppose. Dans le contexte colonial, où l’Assemblée législative ne possédait pas encore un statut équivalent à la Chambre des communes, aucun autre dénouement n’était d’ailleurs probable. L’épisode reste une démonstration inspirante de courage et de cohérence idéologique de la part de Pierre-Stanislas Bédard, qui a préféré rester plus d’un an en prison en exigeant un procès plutôt que de sortir rapidement en abandonnant ses principes. »

Les méthodes de Craig sont finalement désavouées par Londres, qui juge irresponsables ses ambitions de révisions constitutionnelles alors qu'un conflit avec les États-Unis semble imminent. On craint que les Canadiens ne se révoltent à l'aube d'une guerre contre leurs voisins du sud. Dans ce contexte, Bédard est libéré le 10 avril 1811. Il avait passé un an dans les geôles du régime et dit y avoir subi des maux qui le suivraient jusqu'à la fin de sa vie. L'intervention de la métropole a sans doute contribué à forger chez Bédard l'idée d'une « mère-patrie » qui est bienveillante mais manipulée par l'élite coloniale. L'historien Fernand Ouellet développe cette idée :

« La toute-puissance de cette minorité anglophone se manifeste, selon Bédard, à travers tout le système politique, sauf à la chambre d’Assemblée où dominent les vrais représentants du peuple canadien. L’influence de ces fonctionnaires sans talents, de ces marchands avides, de leurs suppôts, les Canadiens vendus ou dévoués, et celle des éléments populaires anglophones qui en dépendent sont telles que les gouverneurs eux-mêmes y succombent et deviennent les instruments d’une clique haineuse : "Un gouverneur, affirme Bédard dans le mémoire, ne peut avoir pour lui le parti anglais, le parti du Gouvernement, sans adopter toutes ses idées, ses préjugés et ses plans contre les Canadiens [...] Il y aura bien peu de gouverneurs qui auront assez de talent pour lutter contre tant de désavantages, et une vertu assez sublime pour faire ce qu’ils croiront de leur devoir pour le plus grand intérêt de la mère patrie. " »

### Dernières années et mort
À sa libération, Bédard n'est plus le leader du Parti canadien, qui gravite plutôt autour de Louis-Joseph Papineau et Denis-Benjamin Viger. En 1812, il quitte ses fonctions de député lorsqu'il est nommé juge à Trois-Rivières par George Prevost, le successeur de Craig au poste de gouverneur. Gilles Gallichan y voit une manière de l'éloigner du pouvoir et une « forme non officielle de dédommagement et un geste d'apaisement de la part de la nouvelle administration de la colonie »,. L'historien Donald Fyson appelle à la prudence en rappelant qu'il n'existe pas de sources prouvant hors de tout doute un quelconque motif politique derrière cette nomination, et on aurait aussi désigné Bédard pour ses compétences de juriste. Ce dernier accepte cette nomination puisque sa carrière politique ne suffit plus à lui assurer une stabilité financière.
À l'époque, Trois-Rivières était un « milieu juridique très secondaire ». Bédard y agit presque exclusivement au civil. Il siège deux à trois fois par année à la Cour du banc du roi, où il juge des causes civiles et criminelles importantes avec d'autres juges, tient six séances annuelles à la Cour provinciale de Trois-Rivières et part en tournée annuelle à la campagne afin de juger des causes civiles mineures. Bédard se tient à l'écart de la politique active mais ne cesse jamais, dans l'ombre, de conseiller discrètement ceux qui partagent ses convictions idéologiques. Son seul retour au devant de la scène a lieu en 1822 lorsqu'il s'oppose ouvertement au projet d'union et passe même près d'accompagner Papineau et John Neilson en Angleterre pour protester contre la réforme. Il ne peut toutefois pas s'y rendre en raison de son âge avancé, de sa santé fragile et de son incapacité à trouver un juge en remplacement. Ouellet décrit son existence, dans ses dernières années, comme « inquiète, agitée, habitée en permanence par le drame et, pour tout dire, malheureuse ».
Il meurt le 26 avril 1829 à Trois-Rivières. Les journaux bas-canadiens publient un article nécrologique lui rendant hommage et soulignant ses contributions à la vie politique du Bas-Canada.

### Vie privée
En 1796, Bédard épouse Françoise-Luce Lajus, fille d'un éminent chirurgien et nièce de l'évêque de Québec, Jean-François Hubert. Leur relation sera toutefois loin d'un long fleuve tranquille et ils vivront séparés à partir de 1815. Bédard reproche à son épouse son caractère mondain et l'importance qu'elle accorde aux opinions des gens, notamment lorsqu'il sera incarcéré en 1810. Il se dira « tyrannisé » et « opprimé », coincé par les conventions sociales: « Que les lois du mariage sont dures, mais surtout que les mœurs de la société sont tyranniques, elles donnent à ma femme le pouvoir d’opprimer son mari sans qu’il puisse se plaindre, sans qu’il ose souffler ». Le couple aura douze enfants entre 1797 et 1814 mais seuls quatre fils atteignent l'âge adulte. Ces derniers n'auront pas d'enfants, et Bédard n'a donc pas de descendance connue. Deux de ses fils, Elzéar et Joseph-Isidore, seront élus députés à la Chambre d'assemblée du Bas-Canada dans les années 1830.
Bédard est également lié à Louis-Joseph Papineau. En 1816, sa sœur, Marie-Joseph Bédard, épouse le marchand Pierre-Xavier Bruneau, frère de Julie Bruneau-Papineau.

## Postérité
En 1833, l'artiste Pierre Chasseur offre à la Chambre d'assemblée une statue à 'effigie de Bédard, qui est le premier élu québécois à faire l'objet d'un tel hommage. 
Buste réalisé en 2010 par l'artiste Pascale Archambault.

## Généalogie

Registres de l'état civil du Québec.
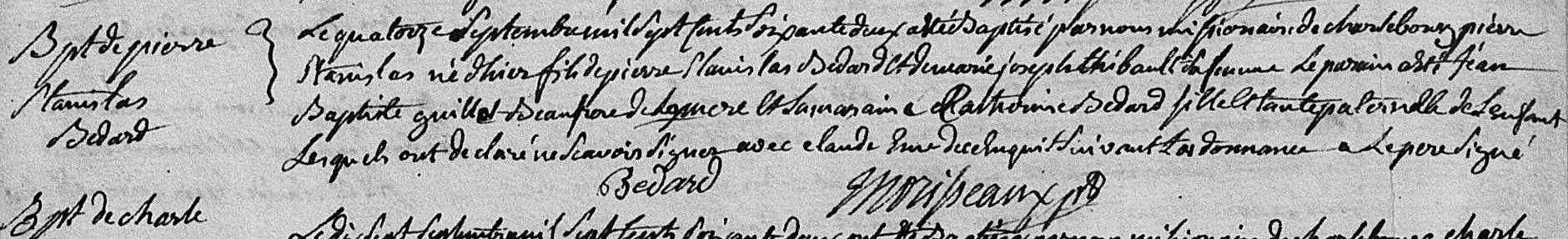
Acte de baptême de Pierre Stanislas Bedard. 14 septembre 1762. Paroisse Saint-Charles-de-Charlesbourg de la ville de Charlesbourg.
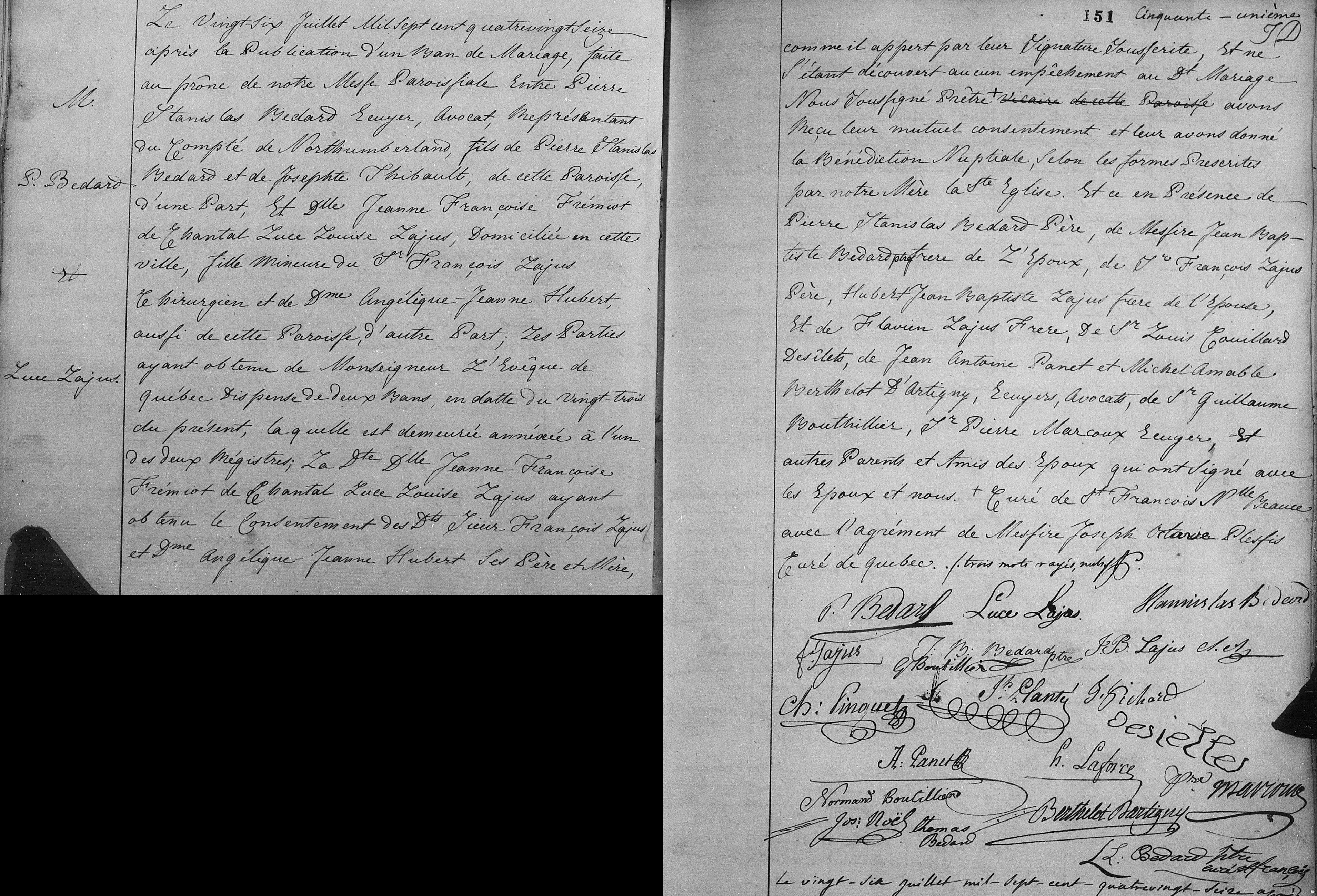
Acte de mariage entre Pierre Stanislas Bedard et Jeanne Françoise Frémiot de Chantal Luce Louise Lajus. 26 juillet 1796. Paroisse Notre-Dame-de-Québec de la ville de Québec.
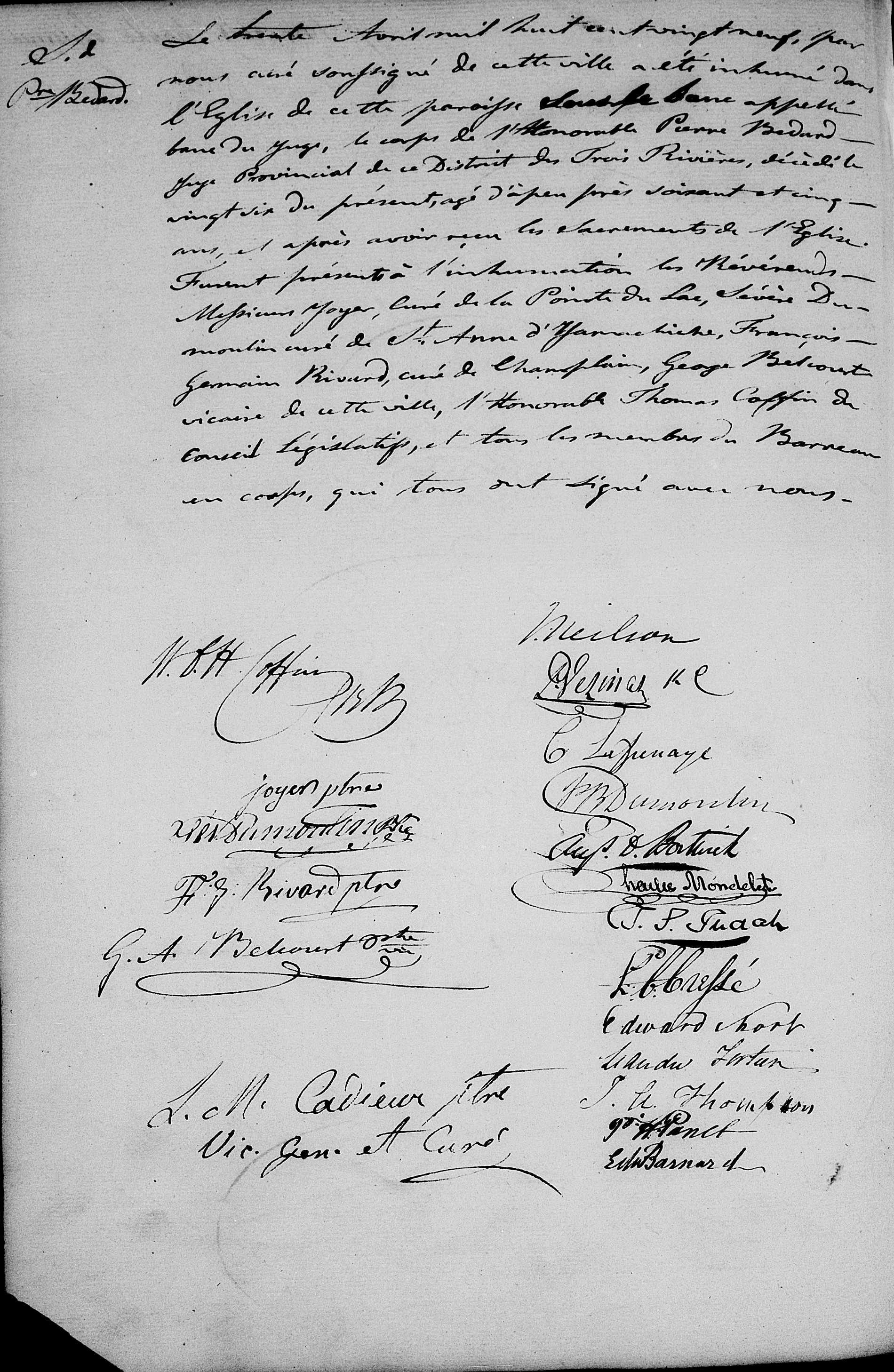
Acte de sépulture de Pierre Bedard. 30 avril 1829. Paroisse Immaculée Conception de la ville de Trois-Rivières.

## Publications
- Notes de philosophie, mathématiques, chimie, physique, grammaire, politique et journal, 1798–1810 (manuscrit)
- À tous les électeurs du Bas Canada Québec, 1810